# Maloche
Maloche bezeichnet umgangssprachlich „schwere Arbeit“. Das Wort geht auf hebräisch מְלָאכָה (melā(')ḵā(h) – meläkä), „Arbeit“, in aschkenasischer Aussprache malōchō, zurück. Wie viele andere Jiddismen fand es über das Westjiddische sowie das Rotwelsche, in dem es seit dem 18. Jahrhundert bezeugt ist, Eingang in die deutsche Umgangssprache.
Der „große“ Duden nahm den Begriff Maloche 1987 auf und definierte seine Verwendung als salopp für „[schwere] Arbeit“. Nach Hans Peter Althaus ist im Rotwelschen Meloche, Melouche, Maloche, Maloge zwischen 1822 und 1922 für „Arbeit, Beschäftigung, Gewerbe, Handwerk“ verwendet worden, das entsprechende Verb ist schon seit 1750 nachzuweisen und bedeutete „arbeiten, machen, tun, verfertigen, schreiben“. Im Südhessischen Wörterbuch wurden die Verbformen melochen, melachen, malochen als „schwer arbeiten, schuften“ definiert; ein Melochem als jemanden, der niedrige Arbeiten verrichtet. Hermann Fischer bezog sich in seinem Schwäbischen Wörterbuch auf die Gaunersprache und nannte als weitere Bedeutungen „Plünderung“ und „Schikanierung“. Andere Quellen, die eher von einer jiddischen Herkunft ausgehen, bezeichnen beispielsweise den Handwerksburschen als Melochestift. In Thüringen stand 1786 Melooche für „Verwirrung“, im Rheinland wurde Malochem für „schwere Arbeit“, aber auch „Unglück, Pech“ als Übernahme aus der Sprache der Juden belegt. Die Verwendung für „Kunstgriff“ im Brandenburgisch-Berlinischen Wörterbuch von 1980 ist nach Althaus dagegen nicht eindeutig belegt.
Die Bedeutung für harten Körpereinsatz wurde unter anderem durch oberschlesische Bergarbeiter, die den Begriff von polnischen Juden übernommen hatten, in den Kohleabbaugebieten des Ruhrgebiets verbreitet. So wird der Begriff heute vor allem als typisches Wort des Ruhrdeutschen wahrgenommen.

## Sport
Im Fußball gibt es einige Vereine, welche sich aufgrund ihrer Geschichte und Vereinsidentität als Malocher-Clubs sehen. Häufig sind das Vereine, die vom Bergbau geprägt wurden wie zum Beispiel der FC Schalke 04 oder der polnische Verein Zagłębie Lubin.